# Cá đuối vàng
Cá đuối vàng (tên khoa học Pastinachus sephen) là một loài cá đuối ó thuộc họ Dasyatidae, sống phổ biến ở vùng biển Ấn Độ Dương-Thái Bình Dương và thỉnh thoảng xâm nhập vào môi trường sống nước ngọt. Đôi khi chúng được xếp vào chi Dasyatis hoặc Hypolophus (một từ đồng nghĩa lỗi thời của Pastinachus). Loài này là đối tượng quan trọng trong ngành khai thác thủy sản thương mại như là một nguồn cung cấp da cá nhám chất lượng cao, và do đó quần thể của chúng hiện đang bị đe dọa do khai thác quá mức.

## Hình ảnh

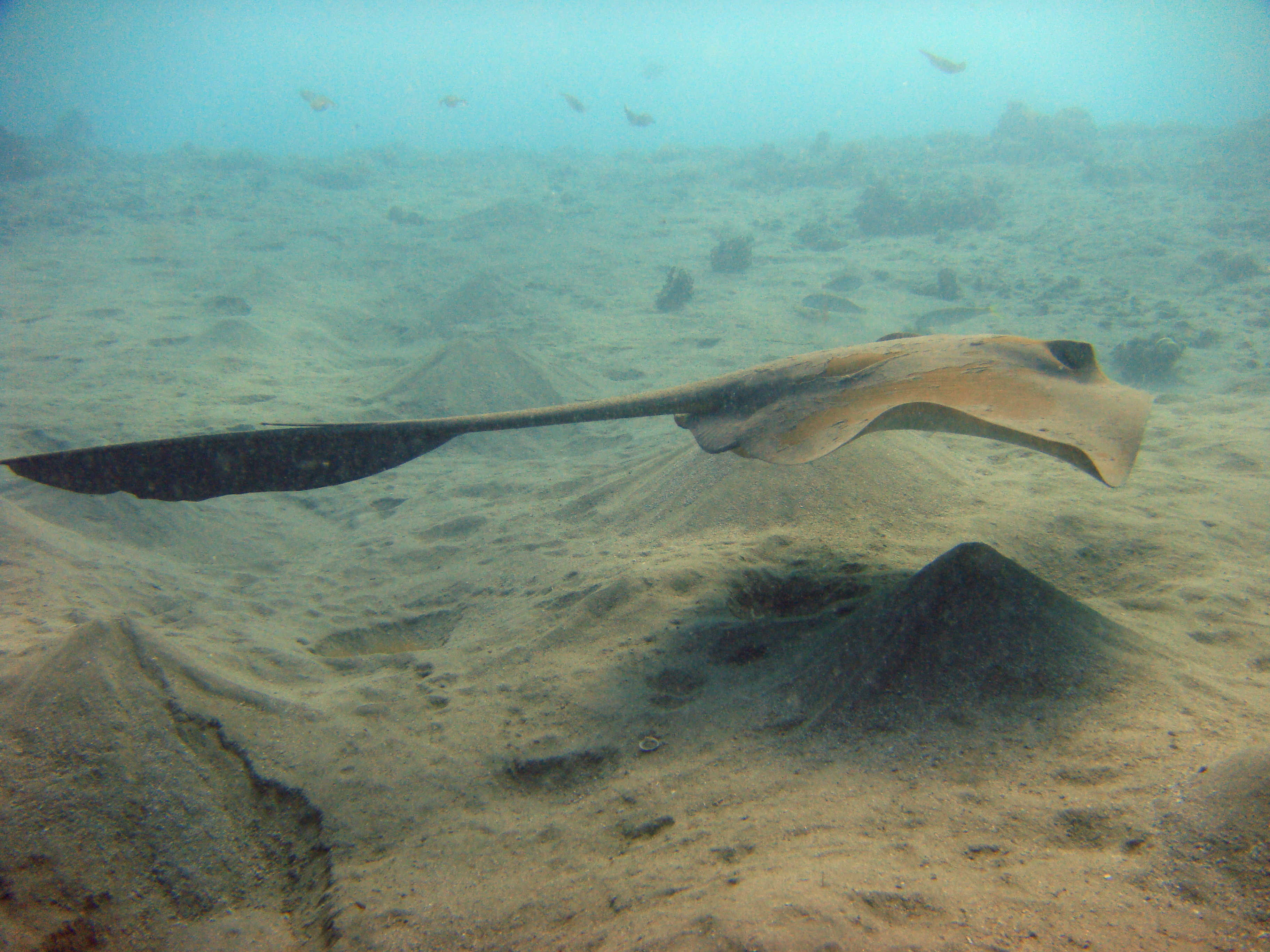
Một con P. sephen đang bơi.
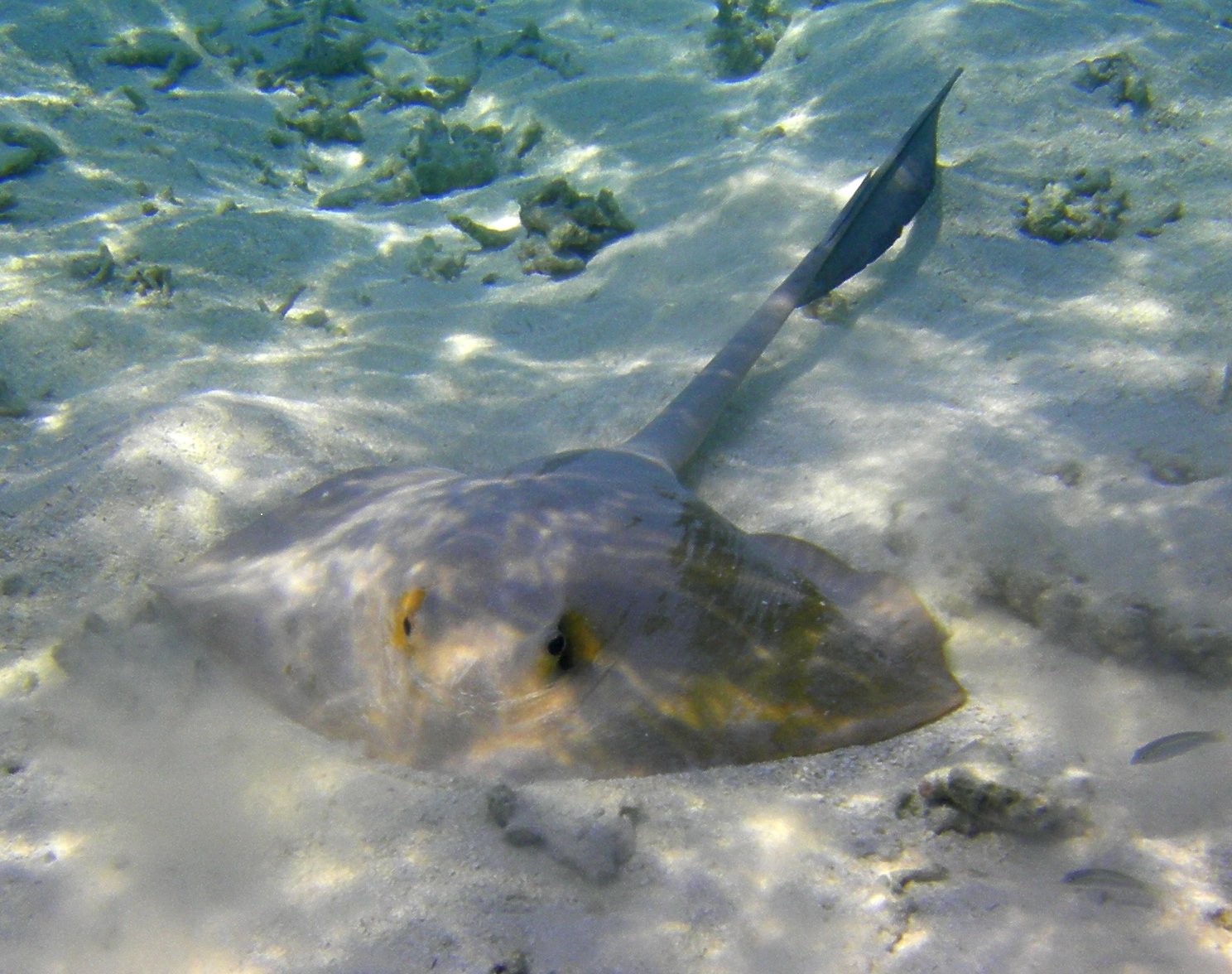
P. sephen trên đáy cát.
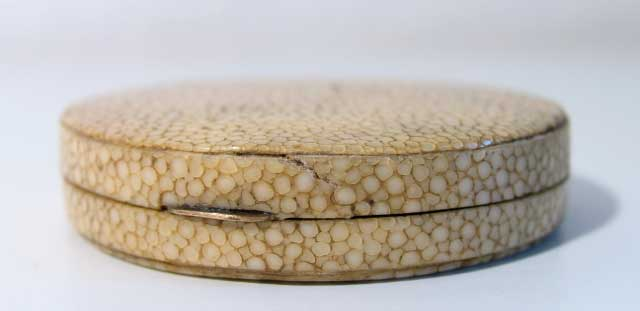
Một chiếc hộp tròn cổ được bọc bằng da cá đuối vàng.